# رعیت‌داری

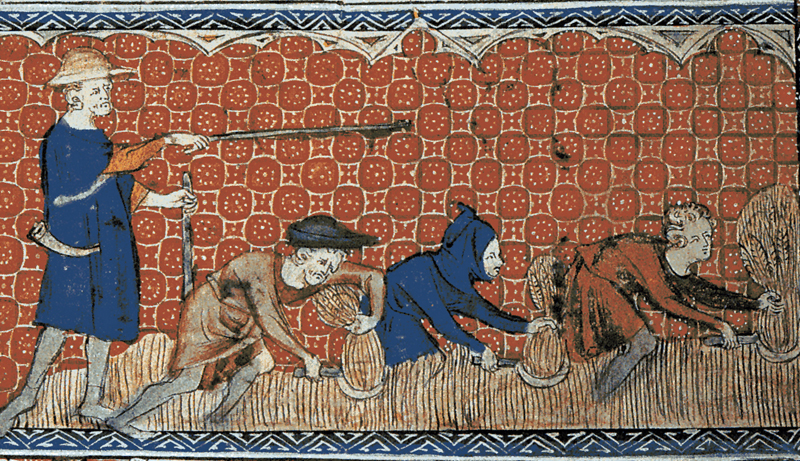
رعایا در حال برداشت گندم. انگلستان فئودالی، حدود ۱۳۱۰

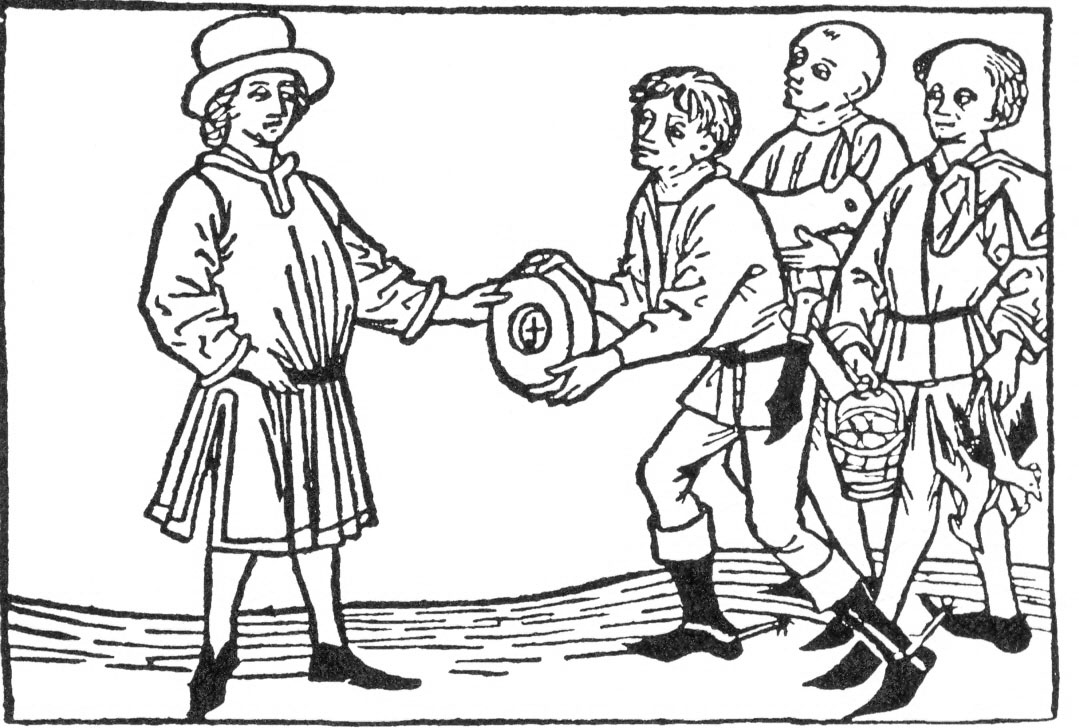
رعایا در حال پرداخت بهرهٔ لردشان. حکاکی روی چوب، حدود سده ۱۵

رعیت‌داری یا پادرم داری یا سرف‌داری یا سرواژ (به فرانسوی: Servage) به موقعیت اجتماعی-اقتصادی روستاییان ناآزاد (به انگلیسی: Serf) در نظام فئودالیته اشاره دارد. رعیت‌داری چهرهٔ نرم‌شدهٔ برده‌داری بود، در این نظام که در سده‌های میانه در اروپا رواج داشت روستاییان بی‌زمین کار خود را در خدمت اربابان زمین‌دار خود می‌گذاردند. بر اساس این نظام، یعنی نظام رعیت داری، فردی که روی زمین کار می‌کند جز لاینفک آن زمین محسوب شده؛ و مالک می‌توانست اراضی را به همراه افرادی که در آن کار می‌کردند به دیگری بفروشد.

در لغت، رعیت اسم مصدر است از رعی و رعایة، به معنی چریدن و چرانیدن. رعیت به عامه مردم زیردست و فرمانبردار و تابع گویند. 

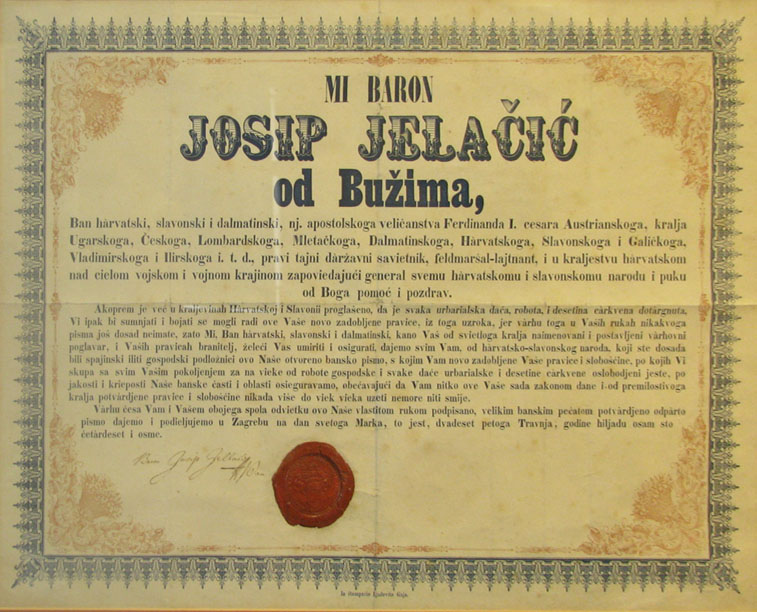
اعلامیهٔ لغو رعیت‌داری در زاگرب، مربوط به ۱۸۴۸

رعایای خدمت‌گزار در نظام سرواژ به زمین پابسته‌بودند، بخشی از دارایی ارباب بودند و پایین‌ترین رستهٔ اجتماع در نظام فئودالی شمرده می‌شدند. خدمت آنها تنها کشاورزی نبود و جنگلبانی، کار در معدن، گذراندن مردمان و بار از دو سوی رودخانه و صنعت را نیز دربرمی‌گرفت.
رعیت‌داری در پایان امپراتوری روم شکل‌گرفت و در کشوری چون فرانسه در سدهٔ پانزدهم میلادی در عمل از میان رفت. اگرچه اثر آن تا دو سده پس از آن هنوز برجای بود. همچنین پس از رنسانس رعیت‌داری در بیشتر اروپای غربی از میان رفته‌بود، حال آنکه در اروپای مرکزی و همچنین اروپای شرقی توانمند شده‌بود. در روسیه تا سدهٔ نوزدهم رعیت‌داری پابرجا بود. در اسکاندیناوی نیز که هرگز نظام فئودال در آن شکل نگرفته‌بود رعیت‌داری نیز در میان نبوده‌است.

## ریشه‌شناسی نام

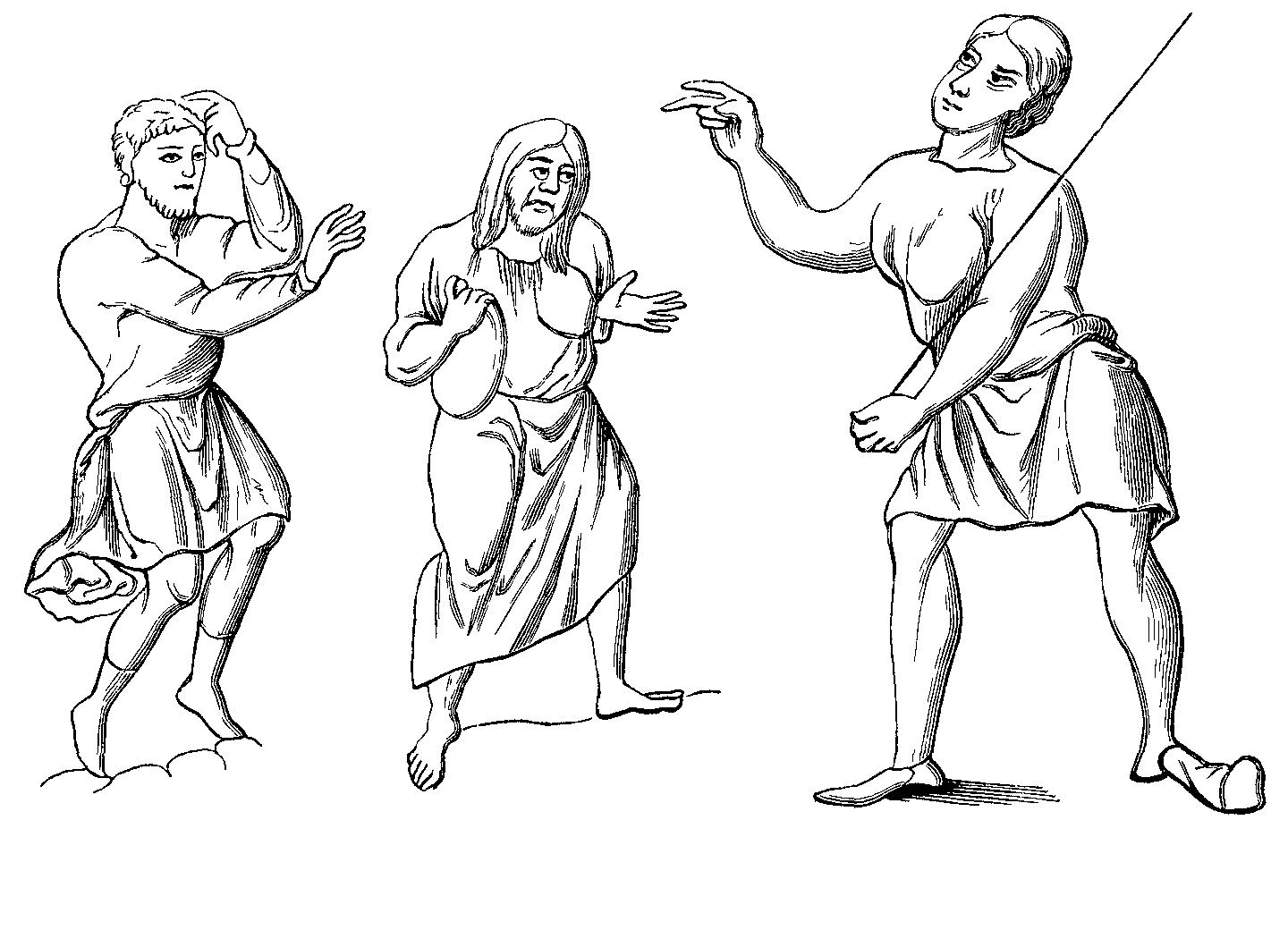
تصویر از سه رعیة

رعیت یک واژه عربی است که در عربی به صورت رعیة نوشته می‌شود. رعی ریشه واژه رعیت است که معنای آن به چرا بردن گوسفندان است.